# (9667) Amastrinc
(9667) Amastrinc – planetoida z pasa głównego asteroid okrążająca Słońce w ciągu 3 lat i 296 dni w średniej odległości 3,95 j.a. Została odkryta 29 kwietnia 1997 roku w Kitt Peak Observatory w programie Spacewatch. Nazwa planetoidy jest skrótem od Amateur Astronomers, Inc., stowarzyszenia astronomów amatorów mieszczącego się w Union College w Cranford. Przed nadaniem nazwy planetoida nosiła oznaczenie tymczasowe (9667) 1997 HC16.